# Mali rogač
Mali rogač (znanstveno ime Dorcus parallelipipedus) je vrsta hroščev iz družine rogačev, razširjena po skoraj vsej celinski Evropi, Sredozemlju in vzhodno do Srednje Azije.
Predstavniki obeh spolov so podobni samicam (velikega) rogača, a brez rjavkastega odtenka, tako da so povsem črno obarvani. Samci nimajo posebej izraženih čeljusti (»rogov«). V dolžino dosežejo 2,5 do 3,5 cm.
Vrsta uspeva v raznolikih habitatih gričevnatega do goratega sveta, kjer rastejo drevesa. Ličinke se namreč razvijajo v odmrlem lesu, predvsem listavcev, pri čemer pa niso zelo občutljive in lahko odrastejo tudi v obdelanem lesu, tako da se včasih pojavijo v lesenih podpornikih rudniških rovov. V Sloveniji je vrsta pogosta, odrasle je tu možno opaziti od maja do avgusta.